# Leucandra gausapata
Leucandra gausapata är en svampdjursart som beskrevs av Brøndsted 1931. Leucandra gausapata ingår i släktet Leucandra och familjen Grantiidae. Inga underarter finns listade i Catalogue of Life.